# Оранжевый — хит сезона
«Оранжевый — хит сезона» (англ. Orange Is the New Black, досл. «Оранжевый — новый чёрный») — американский комедийно-драматический телесериал о жизни в женской тюрьме, основанный на автобиографической книге американки Пайпер Керман. Сериал создан Дженджи Коэн, наиболее на тот момент известной своей работой над сериалом «Дурман». Заглавную музыкальную тему к сериалу, композицию «You’ve Got Time», написала американская певица Регина Спектор.
Премьера прошла на видеосервисе Netflix, где 11 июля 2013 года были выложены разом все 13 серий первого сезона. За первую неделю трансляции сериал собрал больше зрителей, чем такие популярные сериалы на видеосервисе Netflix как «Замедленное развитие» и «Карточный домик». 15 апреля 2015 года, за два месяца до премьеры третьего сезона, сериал был продлён на четвёртый.
5 февраля 2016 года сериал был продлён ещё на 3 сезона. Выход 6 сезона состоялся 27 июля 2018 года. 17 октября 2018 года было подтверждено, что седьмой сезон станет последним и будет выпущен в 2019 году. Премьера финального седьмого сезона состоялась на Netflix 26 июля 2019 года.

## Сюжет
Сюжет сериала строится вокруг Пайпер Чапмен (Тейлор Шиллинг), молодой женщины из благополучной семьи, живущей в Нью-Йорке. Пайпер сажают в женскую тюрьму на 15 месяцев за пособничество своей бывшей возлюбленной Алекс Воуз (Лора Препон), которая занималась контрабандой наркотиков. Преступление произошло 10 лет назад и за это время Пайпер перешла к спокойной, законопослушной жизни. Её внезапное и неожиданное обвинение серьёзно нарушает отношения с женихом, семьёй и друзьями. В тюрьме Пайпер знакомится с интересными женщинами, порой трудной судьбы, и встречает свою бывшую девушку Алекс, которая также отбывает наказание, и они пересматривают свои отношения.
Пайпер одновременно должна научиться: как выживать в тюрьме, — так и способам преодолевать многочисленные естественные противоречия со всем окружившим её тюремным миром. Эпизоды часто содержат личные воспоминания заключённых и тюремных охранников. Эти воспоминания обычно объясняют, как заключённая попала в тюрьму, или иным образом раскрывают предысторию персонажа.
В сериале также уделяется пристальное внимание тому, как случаи коррупции, контрабанды наркотиков, сокращения финансирования, перенаселённости и жестокого обращения отрицательно сказываются не только на здоровье и благополучии заключённых, но также на основной способности тюрьмы выполнять свои обязанности и этические обязательства, как Федерального исправительного учреждения. Одним из ключевых персонажей является директор по правам человека в тюрьме Джо Капуто (Ник Сэндоу), чьи усилия и цели в качестве надзирателя постоянно противоречат деловым интересам MСС — корпорации, которая приобрела тюремный объект, когда он вот-вот должен был закрыться.

## Актёры и персонажи
= Главная роль в сезоне
     = Второстепенная роль в сезоне
     = Гостевая роль в сезоне
     = Не появляется

### Основной состав
| Тейлор Шиллинг    | Пайпер Чапмен                    | 13 | 12 | 13 | 13 | 13 | 13 | 13 | 90 |
| Лора Препон       | Алекс Воуз                       | 13 | 4  | 13 | 12 | 13 | 12 | 13 | 77 |
| Майкл Джей Харни  | Сэм Хили                         | 13 | 10 | 10 | 9  |    | 1  | 1  | 44 |
| Мишель Хёрст      | мисс Клодетт Пиледжи             | 12 |    |    |    |    |    |    | 12 |
| Кейт Малгрю       | Галина «Рэд» Резникова           | 13 | 12 | 13 | 12 | 13 | 11 | 10 | 84 |
| Джейсон Биггс     | Ларри Блум                       | 12 | 9  |    |    | 1  |    | 3  | 25 |
| Узо Адуба         | Сьюзанн «Безумные глазки» Уоррен | 12 | 12 | 13 | 13 | 12 | 8  | 10 | 80 |
| Даниэль Брукс     | Таша «Тэйсти» Джефферсон         | 11 | 12 | 13 | 13 | 13 | 11 | 12 | 85 |
| Наташа Лионн      | Николь «Ники» Николс             | 13 | 12 | 3  | 9  | 12 | 12 | 12 | 73 |
| Тэрин Мэннинг     | Тиффани «Пенсатукки» Доггетт     | 9  | 10 | 11 | 12 | 10 | 7  | 11 | 70 |
| Селенис Лейва     | Глория Мендоса                   | 11 | 12 | 12 | 11 | 13 | 13 | 11 | 83 |
| Эдриенн С. Мур    | Синди «Черная Синди» Хейс        | 6  | 11 | 13 | 13 | 13 | 10 | 7  | 73 |
| Дэша Поланко      | Дайнара «Дайя» Диас              | 13 | 11 | 12 | 10 | 9  | 13 | 12 | 80 |
| Ник Сэндоу        | Джо Капуто                       | 11 | 12 | 13 | 13 | 11 | 9  | 10 | 79 |
| Яэль Стоун        | Лорна «Чокнутая Лорна» Морелло   | 12 | 11 | 11 | 11 | 11 | 9  | 11 | 75 |
| Самира Уайли      | Пуссе Вашингтон                  | 12 | 12 | 13 | 12 | 1  |    | 1  | 51 |
| Джеки Круз        | Марисоль «Флака» Гонсалес        | 7  | 11 | 12 | 12 | 11 | 8  | 11 | 72 |
| Лиа Делария       | Кэрри «Большая Бу» Блэк          | 12 | 11 | 12 | 11 | 13 | 1  | 1  | 61 |
| Элизабет Родригес | Элайда Диас                      | 9  | 10 | 9  | 10 | 5  | 7  | 9  | 59 |
| Джессика Пиментел | Мария Руис                       | 7  | 10 | 12 | 13 | 11 | 10 | 7  | 70 |
| Лаура Гомез       | Бланка Флорес                    | 5  | 6  | 12 | 13 | 12 | 10 | 10 | 68 |
| Мэтт Питерс       | Джоэл Лусчек                     | 6  | 5  | 7  | 8  | 12 | 10 | 7  | 55 |
| Дейл Саулс        | Фрида Берлин                     |    | 10 | 9  | 10 | 8  | 10 | 4  | 51 |
| Алисия Рейнер     | Натали «Фиг» Фигероа             | 7  | 8  | 3  | 1  | 6  | 9  | 9  | 43 |
| Всего эпизодов    | Всего эпизодов                   | 13 | 13 | 13 | 13 | 13 | 13 | 13 | 91 |

### Второстепенный состав
- Лаверна Кокс — София Бурсет
- Вики Жеди — Джанайа Уотсон
- Мария Диззия — Полли Харпер
- Майкл Чернус — Кэл Чапмен
- Пабло Шрайбер — Джордж Мендес
- Мэтт Макгорри — Джон Беннетт
- Дайан Герреро — Марица Рамос
- Бет Фаулер — сестра Джейн Ингаллс
- Барбара Розенблат — Роза «Мисс Роза» Циснерос
- Констанс Шульман — «Йога» Джонс
- Энни Голден — Норма Романо
- Эбигейл Саваж — Джина Мерфи
- Лин Туччи — Анита ДеМарко
- Мадлен Брюэр — Триша Миллер
- Эмма Майлз — Лиэн Тэйлор
- Джули Лэйк — Энджи Райс
- Лорен Лэпкус — Сьюзан Фишер
- Кэтрин Кертин — Ванда Белл
- Джоэл Марш Гарланд — С. О’Нил
- Лоррейн Туссен — Ивонн «Ви» Паркер
- Дебора Раш — Кэрол Чапмен
- Кимико Гленн — Брук Сосо
- Руби Роуз — Стелла Карлин
- Лори Петти — Лоли Уайтхилл
- Бет Довер — Линда Фергюссон / Амелия фон Барлоу
- Джеймс МакМенамин — Чарли «Пончик» Коутс
- Андрю Хопкинс — Бакстер Бэйли
- Мэри Стинберджен[10] — Делия Поуелл
- Блэр Браун — Джуди Кинг
- Брэд Уильям Хэнке — Дези Пискателла
- Майкл Торпи — Томас «Хампс» Хампфри
- Эван Артур Холл — Стратмен
- Эмили Тарвер — Артезия МакКала

## Критика
Сериал получил преимущественно положительные отзывы критиков. На сайте Metacritic рейтинг первого сезона сериала составляет 79 баллов из 100 на основе 31 рецензии. На сайте Rotten Tomatoes первый сезон имеет рейтинг 95 %, основанный на 56 обзорах критиков, со средним баллом 8,3 из 10. Критический консенсус сайта гласит: «„Оранжевый хит сезона“ — это резкое сочетание чёрного юмора и крепкой драмы с интересными персонажами, и интригующим сюжетом».

## Награды и номинации
- 2014 — три премии «Эмми»: лучшая приглашённая актриса в комедийном сериале (Узо Адуба), лучший кастинг для комедийного сериала (Дженнифер Юстон), лучший монтаж для комедийного сериала (Уильям Турро). Кроме того, сериал получил ещё 9 номинаций: лучший комедийный сериал, лучшая режиссура для комедийного сериала (Джоди Фостер), лучший сценарий комедийного сериала (Лиз Фридман, Дженджи Коэн), лучшая актриса в комедийном сериале (Тейлор Шиллинг), лучшая актриса второго плана в комедийном сериале (Кейт Малгрю), лучшая приглашённая актриса в комедийном сериале (Наташа Лионн и Лаверна Кокс), лучший монтаж для комедийного сериала (Майкл Стерн и Шеннон Митчелл)[13].
- 2014 — премия AFI Awards за лучшую телепрограмму года.
- 2014 — номинация на премию «Золотой глобус» за лучшую женскую роль в драматическом телесериале (Тейлор Шиллинг).
- 2014 — номинация на премию «Гремми» за лучшую песню для визуальных медиа (Регина Спектор).
- 2015 — премия «Эмми» лучшей актрисе второго плана в драматическом сериале (Узо Адуба), а также 3 номинации: лучший драматический сериал, лучший приглашённый актёр в драматическом сериале (Пабло Шрайбер), лучший кастинг для драматического сериала (Дженнифер Юстон). Из-за изменений в требованиях к кандидатам, сериал был исключён из категории комедий и перемещён в драматическую[14].
- 2015 — две премии Гильдии киноактёров США за лучший актёрский ансамбль в комедийном сериале и за лучшую женскую роль в комедийном сериале (Узо Адуба).
- 2015 — премия AFI Awards за лучшую телепрограмму года.
- 2015 — три номинации на премию «Золотой глобус»: лучший комедийный телесериал, лучшая женская роль в комедийном телесериале (Тейлор Шиллинг), лучшая женская роль второго плана в сериале, мини-сериале или телефильме (Узо Адуба).
- 2015 — номинация на премию BAFTA TV Award за лучший международный сериал.
- 2015 — номинация на премию Гильдии режиссёров США за лучшую режиссуру для комедийного сериала (Джоди Фостер).
- 2016 — номинация на премию «Эмми» за лучший кастинг для драматического сериала (Дженнифер Юстон).
- 2016 — две премии Гильдии киноактёров США за лучший актёрский ансамбль в комедийном сериале и за лучшую женскую роль в комедийном сериале (Узо Адуба).
- 2016 — две номинации на премию «Золотой глобус»: лучший комедийный телесериал, лучшая женская роль второго плана в сериале, мини-сериале или телефильме (Узо Адуба).
- 2017 — две номинации на премию «Эмми» лучшей актрисе второго плана в драматическом сериале (Узо Адуба) и лучшей приглашённой актрисе в драматическом сериале (Лаверна Кокс).
- 2017 — две премии Гильдии киноактёров США за лучший актёрский ансамбль в комедийном сериале и за лучшую женскую роль в комедийном сериале (Узо Адуба).
- 2018 — две номинации на премию Гильдии киноактёров США за лучший актёрский ансамбль в комедийном сериале и за лучшую женскую роль в комедийном сериале (Узо Адуба).
- 2019 — номинация на премию «Эмми» лучшей приглашённой актрисе в драматическом сериале (Лаверна Кокс).
- 2020 — номинация на премию «Эмми» лучшей приглашённой актрисе в драматическом сериале (Лаверна Кокс).